# Mai 1915 (guerre mondiale)
avril 1915 - mai 1915 - juin 1915
- 2 mai : 
  - déclenchement de l'offensive austro-allemande de Gorlice-Tarnów : la totalité de la Pologne passe sous contrôle austro-allemand.

- 6 mai : 
  - offensive russe de dégagement de la forteresse arménienne de Van assiégée par les Ottomans

- 9 mai : 
  - Offensive alliée en Artois. Multiplication de succès tactiques sans lendemain.

- 6 mai : 
  - Rupture du front russe : les Russes battent en retraite sur un front de 160 km.

- 7 mai : 
  - Torpillage par les Allemands du paquebot britannique Lusitania au sud des côtes irlandaises par un sous-marin allemand.

- 15 mai : 
  - Défaite russe dans les Carpates face à la XIe armée germano-austro-hongroise commandée par August von Mackensen.

- 19 mai : 
  - Assaut ottoman contre les positions alliées établies dans les Dardanelles : non soutenues par une artillerie puissante, les assaillants sont rejetés sur leurs positions de départ.

- 23 mai : 
  - Déclaration de guerre du royaume d'Italie à l’Autriche-Hongrie.
  - Herbert Asquith, premier ministre d'un cabinet de coalition au Royaume-Uni.
  - Coup de main d'un sous-marin britannique en mer de Marmara et dans le port de Constantinople.

- 24 mai : 
  - Trêve entre les armées engagées dans les combats dans les Dardanelles : les franco-britanniques et les Ottomans récupèrent leurs soldats morts dans le no man's land.
  - Fin des opérations autour de Van, dégagée par les troupes russes et arméniennes.

- 29 mai : 
  - Invasion du territoire albanais par l'armée serbe : dans le cadre d'une alliance entre le gouvernement dirigé par Essad Pacha Toptani et le gouvernement serbe, ce dernier déploie dans la principauté une force d'intervention de 20 000 soldats.

- 30 mai : 
  - Publication du décret général de déportation des Arméniens de l'empire ottoman dans les déserts d'Irak et de Syrie.